# Tussen Meer
Tussen Meer, vaak als één woord geschreven: Tussenmeer, is de centrale hoofdstraat in de wijk Osdorp in het Amsterdamse stadsdeel Nieuw-West, die loopt van het Osdorpplein naar het Dijkgraafplein. De straat kruist het Hoekenes, de Wolbrantskerkweg, de Baden Powellweg en de Osdorperweg. De straat is op 15 januari 1958 vernoemd naar een voormalige boerderij aan de Uitweg nabij de Sloterdijkermeerpolder. Deze boerderij is in de jaren 50 afgebroken voor de bouw van de wijk Slotermeer.
Na het Osdorpplein biedt Tussen Meer de belangrijkste concentratie van winkels in Osdorp. Ook wordt er wekelijks op dinsdag markt gehouden tussen het Osdorpplein en Hoekenes.
Aan Tussen Meer stonden twee kerken: de gereformeerde kerk De Opgang, tussen de Hoekenesgracht en de Wolbrantskerkweg, en de hervormde kerk De Uitweg op de hoek met de Baden Powellweg. De Uitweg is in 1991 gesloopt en de oude Opgang in 2007. Op de plek van de Opgang is in 2009 een nieuw gebouw verrezen, met woningen en met een nieuwe, kleinere, kerk voor de protestantse wijkgemeente, waarin de hervormden en gereformeerden zijn samen gegaan.

## Tramroute over Tussen Meer
Sinds 1962 rijden er trams over de gehele lengte van Tussen Meer. Tot 1988 was de tramlijn die hier reed, afgezien van een tweetal spitsbuslijnen tussen 1961 en 1971, de enige openbaar vervoer-verbinding tussen Osdorp en de binnenstad van Amsterdam.
Vanaf 1962 reed tramlijn 17 door deze straat. In 1971 nam, in het kader van het plan Lijnen voor morgen, tramlijn 1 deze plaats in om de buitenwijk Osdorp een zo snel mogelijke verbinding met de binnenstad te geven. Maar in 2001 werd lijn 1 verlegd via nieuwe tramsporen over de Pieter Calandlaan naar de nieuwe woonbuurt De Aker en werd lijn 17, die sinds 1988 weer naar het Osdorpplein reed, weer over Tussen Meer terug verlengd naar het Dijkgraafplein.

## Afbeelding

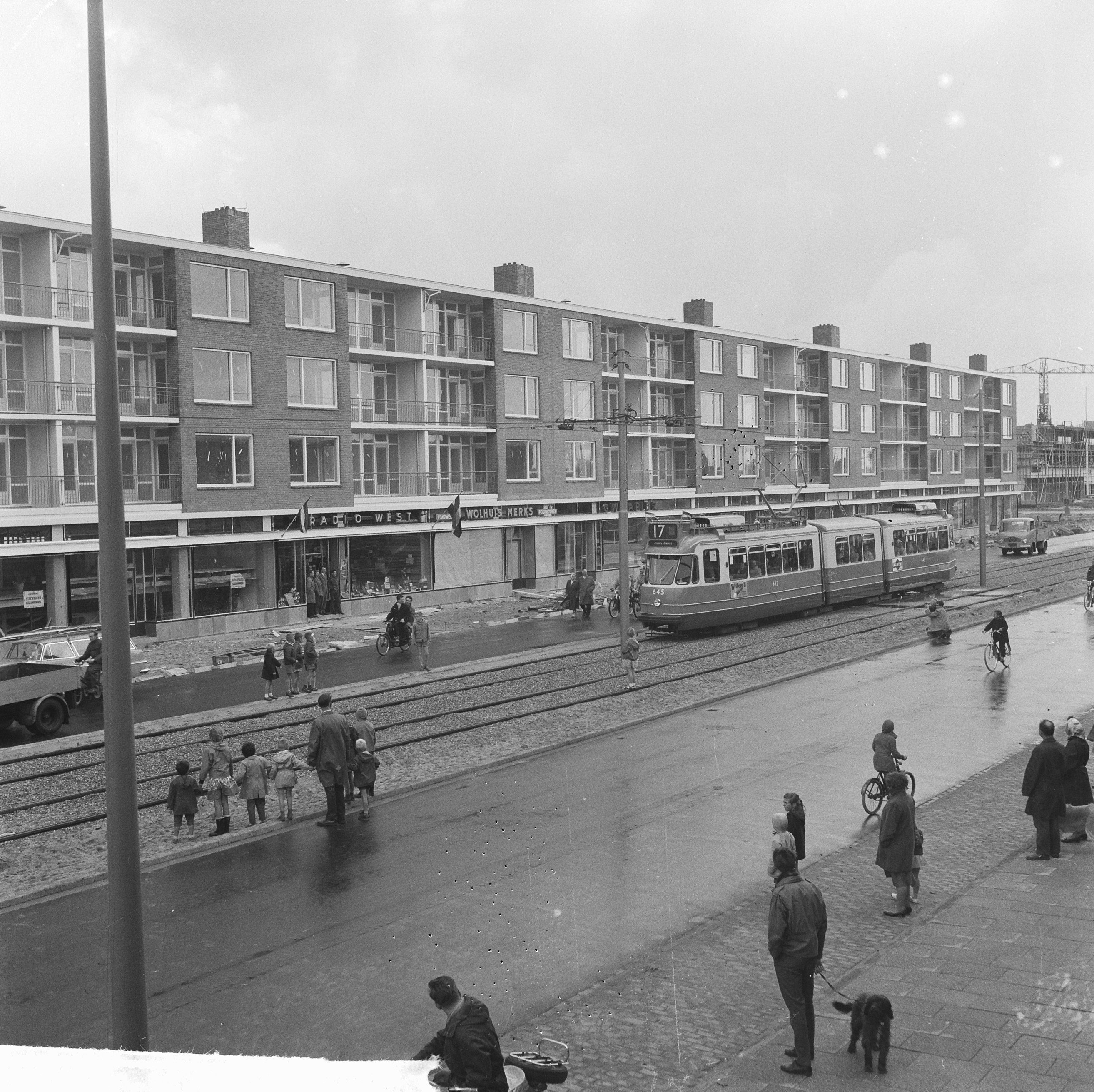
Opening tram 17 in 1962 met winkelpand van Radio West, het latere BCC, gezien richting Osdorpplein
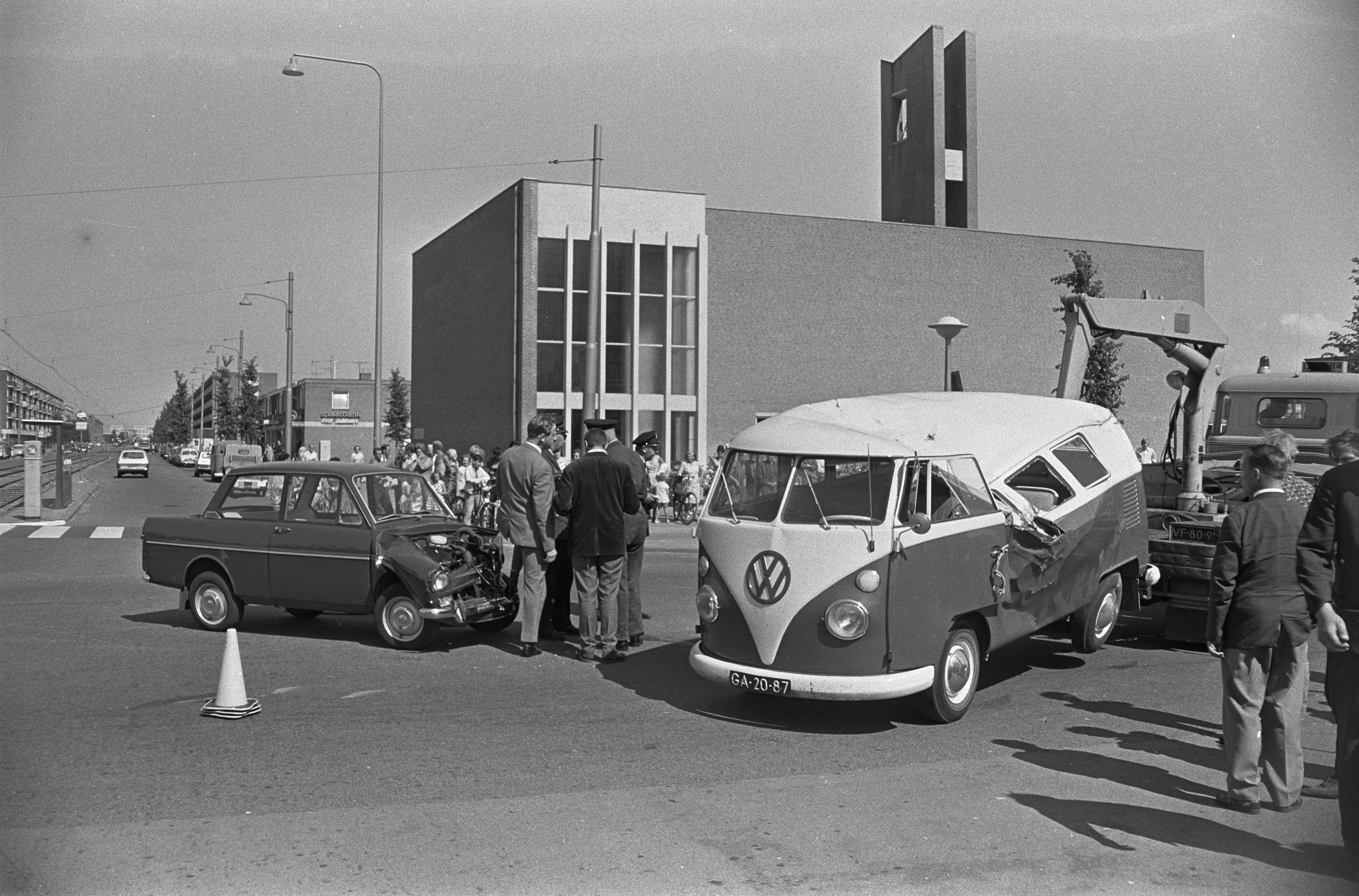
Kruising Baden Powellweg met gebouw de Uitweg 1967
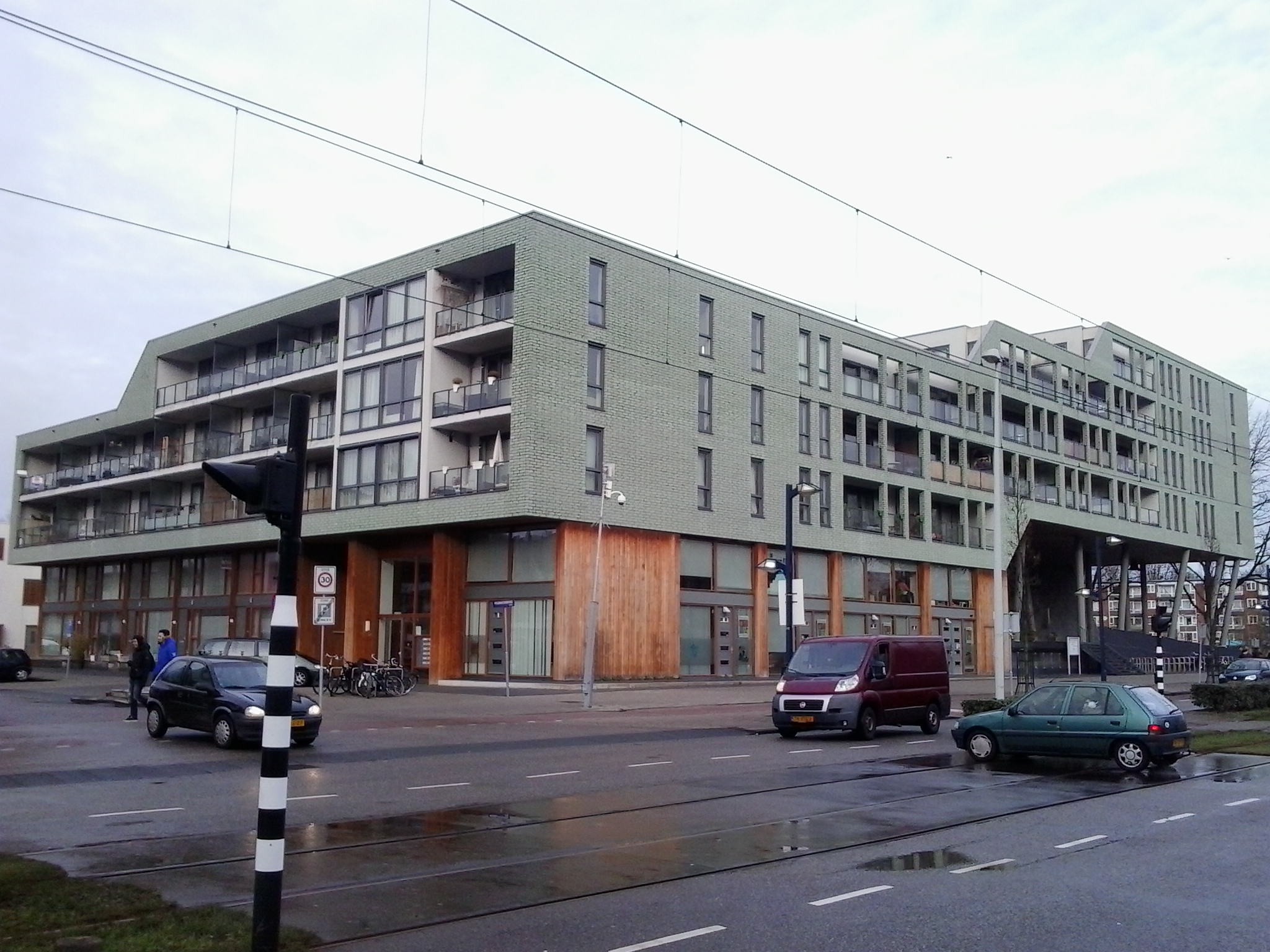
Kruising Wolbrantskerkweg, met gebouw de Opgang.
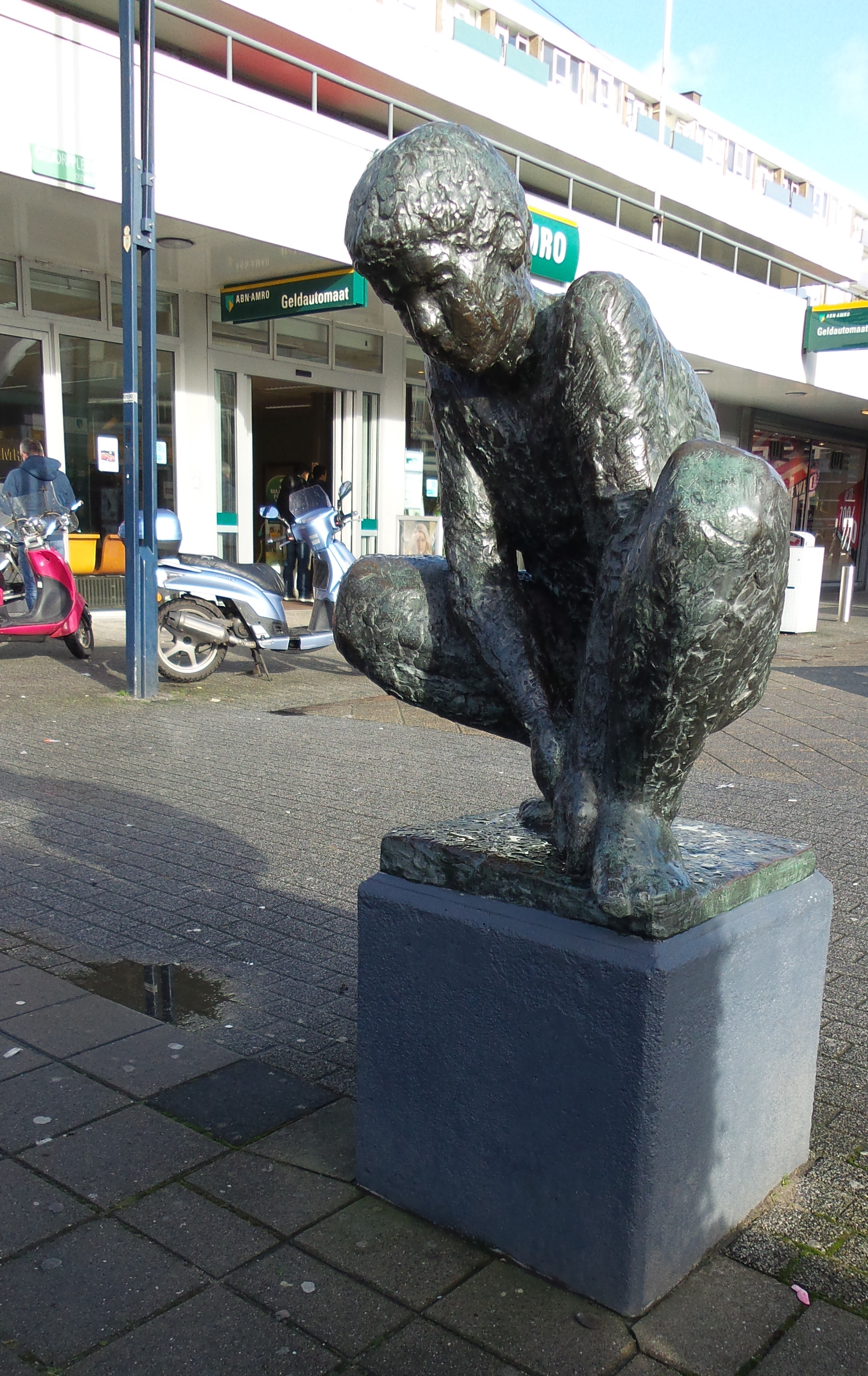
Hurkende Jongen van David de Goede op de kop van Tussen Meer op het Osdorpplein
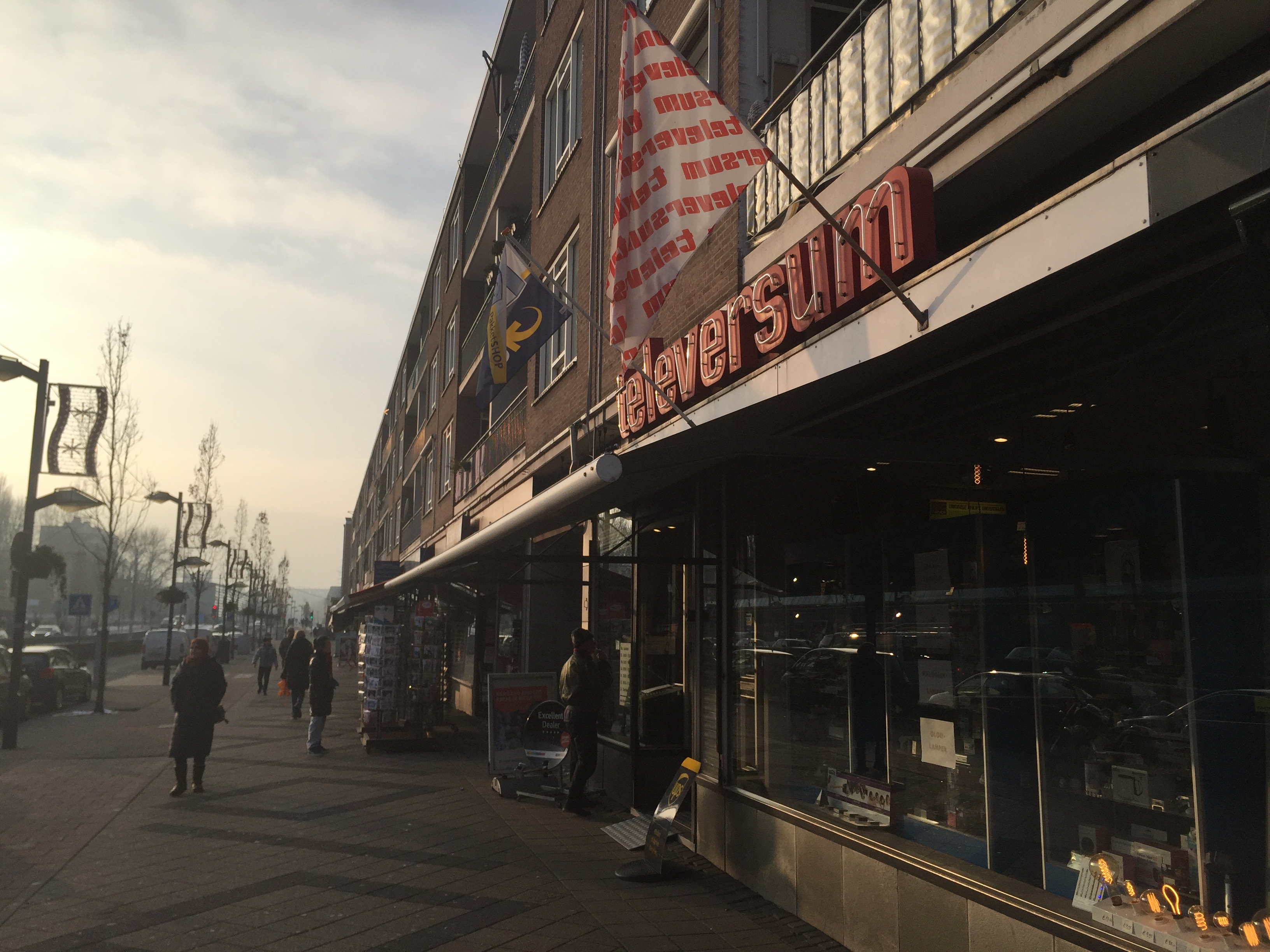
De winkel "Televersum" gezien richting Dijkgraafplein, januari 2019